# Tenaturris merita
Tenaturris merita é uma espécie de gastrópode do gênero Tenaturris, pertencente a família Mangeliidae.